# Rue Rambuteau
Rue Rambuteau är en gata i Paris första, tredje och fjärde arrondissement. Gatan är uppkallad efter den franske ämbetsmannen Claude-Philibert Barthelot de Rambuteau (1781–1869), som var prefekt för departementet Seine från 1833 till 1848. Rue Rambuteau börjar vid Rue des Archives 43 och slutar vid Rue Coquillière och Rue du Jour.

## Omgivningar
- Saint-Leu-Saint-Gilles
- Saint-Merri
- Saint-Gervais-Saint-Protais
- Jardin Anne-Frank
- Centre Georges-Pompidou
- Les Halles
- Rue de la Grande-Truanderie
- Rue de la Petite-Truanderie
- Rue du Cygne
- Rue des Prêcheurs
- Rue de la Cossonnerie

## Bilder
| - Gatuskylt. - Saint-Leu-Saint-Gilles. - Saint-Merri. - Jardin Anne-Frank. - Centre Georges-Pompidou. |

## Kommunikationer
- Tunnelbana – linje  – Rambuteau
- Tunnelbana – linje  – Les Halles
- Busshållplats Centre Georges-Pompidou – Paris bussnät

### Webbkällor
- ”Rue Rambuteau”. Mairie de Paris. https://web.archive.org/web/20150910044541/http://www.v2asp.paris.fr/commun/v2asp/v2/nomenclature_voies/Voieactu/8024.nom.htm. Läst 23 oktober 2023.
- ”Rue Rambuteau (1er, 3ème et 4ème arrondissement)”. Les rues de Paris. https://web.archive.org/web/20190814202218/http://www.parisrues.com/rues01/paris-01-rue-rambuteau.html. Läst 23 oktober 2023.